# Loopgraaf

Loopgraaf in de Eerste Wereldoorlog

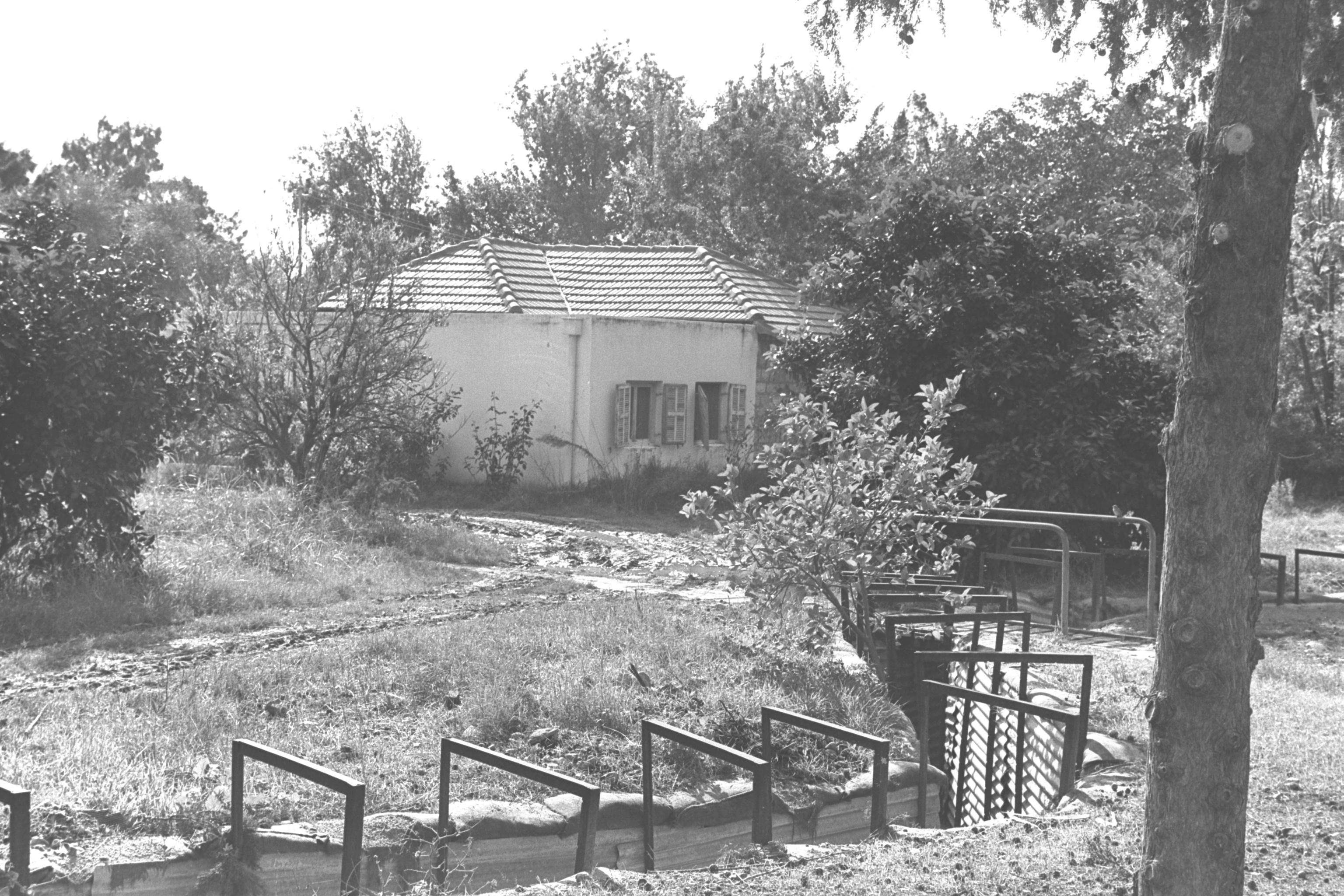
Loopgraaf naar een schuilplaats in een Israëlisch dorp aan de Syrische grens, 1964

Een loopgraaf is een sleuf of gang in de grond die soldaten beschermt tegen vijandelijk vuur. Hoewel loopgraven vooral bekend zijn vanwege het grootschalige gebruik ervan in de Eerste Wereldoorlog, worden ze al eeuwenlang door soldaten gegraven. De legers van Julius Caesar groeven onder andere loopgraven bij het Beleg van Alesia in 52 v.Chr. Ook tegenwoordig graven soldaten zich nog regelmatig in, hoewel nooit meer zo uitgebreid als tijdens de Eerste Wereldoorlog, toen de loopgraven bijna van de Noordzee tot de Zwitserse grens liepen.
Het doel van een loopgraaf is niet alleen om de soldaten te beschermen tegen vijandelijke kogels, maar zeer zeker ook tegen het krombaangeschut van de artillerie. Een artilleriegranaat moet in, of vlak bij, de loopgraaf ontploffen om echt schade aan te richten; ontploft hij wat verder weg, dan beschermt de loopgraaf de soldaten tegen de explosie.

## Opbouw
Loopgraven bestaan primair uit een geul in de grond en tijdelijke loopgraven zijn vaak niet veel meer dan dat. Wanneer de loopgraaf langere tijd bezet is, en zeker tijdens een volledige loopgravenoorlog, worden de loopgraven continu door de soldaten uitgebouwd en kunnen zowel de loopgraven zelf als hun loop zeer complex worden.

### Onderdelen van een loopgraaf
Een loopgraaf is meestal in de grond gegraven. De kant die naar de vijand toe ligt, wordt de borstwering genoemd, en de tegenoverliggende kant de rugdekking. Op plekken waar knikken in de loopgraaf zitten en hij dus zijkanten heeft, wordt een vergelijkbare dekking gebouwd, de schouderwering. De rugdekking is vaak hoger dan de borstwering, om te voorkomen dat de vijand de soldaten kan zien tegen de lucht wanneer ze boven de borstwering uitkijken. Al deze dekkingen worden meestal boven het maaiveld opgebouwd met behulp van de grond die uitgegraven is om de loopgraaf zelf te maken; dit heeft het bijkomende voordeel dat niet zo diep gegraven hoeft te worden. De grond wordt soms gewoon opgeworpen, maar vaak ook in zandzakken of lege kisten gedaan om hem wat steviger te maken. In de borstwering kunnen schietgaten ingebouwd worden zodat de soldaten hun wapens kunnen gebruiken zonder boven de borstwering uit te komen — in de Eerste Wereldoorlog was dat namelijk voor veel soldaten het laatste wat ze ooit deden.
De bodem van de loopgraaf is vaak op drie niveaus gebouwd. Aan de voorkant van de loopgraaf ligt de bodem hoger dan aan de achterkant. Dit zogenoemde vuurbanket dient voor de soldaten om op te staan wanneer ze over de borstwering (of door de schietgaten) vuren, terwijl het diepere stuk ervoor zorgt dat soldaten die door de loopgraven lopen niet boven de borstwering uitkomen. Vaak werd de bodem voorzien van vlonders om te voorkomen dat men bij slecht weer in de modder wegzakte.
Om te voorkomen dat de zijkanten van de loopgraaf in losse grond instortten, werden ze bekleed met allerlei materiaal: zandzakken, houten planken, golfplaat, rijshout, of zelfs kippengaas. In vaste grond, zoals de kalkgrond van het Somme-front, was dit meestal niet nodig.
In de Eerste Wereldoorlog waren er ook loopgraven die boven op de grond gebouwd werden, vooral in de Britse sector bij Ieper, waar het grondwaterniveau zo hoog was dat bijna elk gat in de grond onmiddellijk vol water liep. Een geul in de grond graven was dus uitgesloten, zodat men zandzakken vulde en opwierp tot een borstwering en een rugdekking van soms twee meter of meer hoog en meerdere malen zo breed.
Dit alles werd beschermd door gigantische hoeveelheden prikkeldraad, zowel voor als achter de loopgraaf. Dit werd aan paaltjes en schroefpiketten bevestigd in brede banen door het landschap: soms waren deze 10 meter breed en lagen er twee of meer zulke banen achter elkaar, grofweg evenwijdig aan de loopgraaf. Deze obstakels leidden tot de ontwikkeling van de tank, een gepantserd rupsvoertuig dat door zijn vorm de mogelijkheid had om over versperringen heen te komen.

### Gangenstelsel
De loopgraven lopen vaak in zigzag- of zaagtandpatronen en niet in lange, rechte lijnen. Dit maakt dat een granaat die in de loopgraaf valt, slechts schade aan kan richten tot hooguit de volgende knik in het gangenstelsel. Ook zorgt het ervoor dat een aanvallende vijand die in de loopgraaf is, niet door de hele loopgraaf kan vuren. Om deze reden werden tijdens de Eerste Wereldoorlog handgranaten veel gebruikt, want die kon men om of over een hoek gooien.
Een loopgravenstelsel bestond tegen 1916 meestal uit een stelsel van meerdere loopgraven achter elkaar. De voorste loopgraaf, die het dichtst bij de vijand was gelegen, was de belangrijkste verdedigingslinie en werd sterk verdedigd. Een paar meter achter de voorste loopgraaf lag een ondersteuningsloopgraaf, die vanaf de voorste loopgraaf te bereiken was via verbindingsloopgraven van voor naar achter (die ook weer schuin lagen en vaak geknikt waren). In de ondersteuningsloopgraaf bevonden zich vaak onderkomens en schuilplaatsen. Vanuit de voorste loopgraaf liepen soms ondiepe loopgraven naar voren, het niemandsland in; deze dienden als uitvalsbasis voor patrouilles, luisterposten of vooruitgeschoven mitrailleurnesten.
Op een redelijke afstand (een paar honderd meter tot een paar kilometer) van deze voorste loopgraven lag nog zo'n stelsel: een tweede loopgraaf met een eigen ondersteuningsloopgraaf. Deze was bedoeld als tweede verdedigingslinie in het geval de vijand doordrong tot in de voorste loopgraaf. Ze werd ook gebruikt als rustplaats voor gewonden en zieken. Vanwege aanhoudend artillerievuur of wanneer de vijand een doorbraak wilde forceren gebeurde het dat soldaten hier meerdere maanden noodgedwongen verbleven. Op veel plekken lag er op vergelijkbare afstand achter de tweede linie nog een derde. De loopgraven in tweede of derde linie waren meestal minder sterk uitgebouwd. De linies werden met elkaar verbonden door zigzaggende verbindingsloopgraven die van voren naar achteren liepen.
Tussen de verschillende linies lagen mitrailleursnesten, mortierposities, en andere ondersteunende posities. Deze werden veelal bereikt door loopgraven die aansloten op de verbindingsloopgraven.

### Onderkomens
De soldaten in de loopgraaf leefden vaak de hele dag in de open lucht, weer of geen weer, maar wanneer er de mogelijkheid toe was werden toch vaak onderkomens gebouwd in de loopgraaf. Officieren hadden bijna zonder uitzondering een onderkomen voor zichzelf, en ook voor speciale taken zoals telefonie werden onderkomens gebouwd. Daarnaast waren er bomvrije onderkomens waarin de soldaten konden schuilen tijdens artilleriebombardementen; deze lagen ver onder de grond en waren via een trap bereikbaar. In Britse en Franse loopgraven werd tijdens de Eerste Wereldoorlog het bouwen van onderkomens ontmoedigd, waardoor veel soldaten niet veel meer hadden dan een hol van ongeveer een meter diep, dat in de zijkant van de loopgraaf uitgegraven was. Duitse onderkomens waren vaak veel gerieflijker ingericht, soms zelfs met behang aan de wanden.
Over het algemeen werden onderkomens gebouwd in de borstwering — dus in de kant die naar de vijand toe is gekeerd. De reden hiervoor is puur praktisch: vijandelijk artillerievuur komt natuurlijk uit de richting van de vijand, dus als er een deuropening in de rugdekking zit, is er kans dat een granaat die in de loopgraaf valt, daarin vliegt. Met de onderkomens in de borstwering was deze kans veel kleiner.

## Leven in de loopgraven
In de loopgraven was het leven van de soldaten geen pretje. Het stonk naar uitwerpselen, verrot voedsel, bloed, lijken, urine enzovoort. Het was een ongezonde omgeving, waardoor er veel soldaten ziek werden. Als het regende werd de grond tot modder en zakten de soldaten er soms wel tot hun middel in; als soldaten er lang in bleven kon dat leiden tot loopgravenvoeten.
De mensen die er sliepen lagen onder een klein dakje zodat er geen brokstukken op hen zouden vallen.

## Loopgraafverhalen in literatuur
- A Farewell to Arms - Ernest Hemingway
- Van het westelijk front geen nieuws - Erich Maria Remarque

## Loopgraafverhalen in gedichten
- In Flanders Fields - John McCrae

## Loopgraafverhalen in strips
Striptekenaar Jacques Tardi wijdde meer dan 10 jaar aan het maken van De Loopgravenoorlog, een 150 pagina dikke, gedocumenteerde bundel stripverhalen over het leven in de loopgraven.
- Soldaat Varlot - Jacques Tardi
- De Laatste der Laatsten - Jacques Tardi